# 劉智泰
劉智泰（韓語：유지태，1976年4月13日—），韓國男演員、導演，祖父是前國會議員劉沃佑。2008年2月，從中央大學先端映像大學院映像藝術學碩士班畢業。
2023年9月，被任命为韩国建国大学影像电影系专职教授。

## 个人生活
2007年5月，承认与演员金孝珍于年初发展成恋人关系，两人于2011年12月2日結婚，結束5年愛情長跑。

## 演出作品

### 電視劇
- 2008年：SBS《明星的戀人》飾演 金哲秀
- 2014年：KBS《Healer》飾演 金文浩
- 2016年：tvN《The Good Wife》飾演 李泰俊
- 2017年：KBS《Mad Dog》飾演 崔康予
- 2017年：KBS《Jugglers》飾演 崔康予（特別出演）
- 2019年：MBC《異夢》飾演 金元鳳
- 2020年：tvN《花樣年華－生如夏花》飾演 韓材炫
- 2022年：Netflix《紙房子：韓國篇》飾演 教授
- 2023年：Disney+《非法正義》飾演 趙憲
- TBA：TVING《Villains》飾演J

### 電影
- 2000年：《凶咒》
- 2000年：《01412 破邪神劍》
- 2000年：《愛的空間》
- 2000年：《災情告急》
- 2001年：《春逝》
- 2003年：《未來城市（英语：Natural City）》
- 2003年：《鬼鏡》
- 2003年：《原罪犯》
- 2004年：《男人的未來是女人》
- 2005年：《親切的金子》
- 2005年：《野獸》
- 2005年：《南極日記》
- 2006年：《度方傳說》
- 2006年：《秋天路》
- 2007年：《黃真伊》
- 2008年：《純情漫畫》
- 2009年：《招待》
- 2010年：《深夜FM》
- 2010年：《秘密愛》
- 2014年：《上帝的男高音》
- 2016年：《全倒吧！人生》
- 2017年：《騙徒》
- 2019年：《錢力遊戲》
- 2019年：《娑婆訶》（特別出演）
- 待定：《为失恋者准备的七点早餐聚会》
- 待定：《和王一起生活的男人》[6]

## 其他作品
- 2003年：短片《自行車少年》（編劇、導演）
- 2005年：短片《盲人會做什麼夢？》（編劇、導演）
- 2006年：電影《The Bad Utterances》（製作支援）
- 2008年：短片《我也不知道》(Out Of My Intention) （編劇、導演）
- 2009年：短片《招待》（導演）
- 2013年：電影《Mai Ratima》（首部長篇電影導演）
- 2024年：音樂錄影帶 ZEROBASEONE 《GOOD SO BAD》MV（演員）